# Aymeri II de Narbonne
Pour les articles homonymes, voir Aymeri de Narbonne (homonymie).
Aymeri II de Narbonne, vicomte de Narbonne de 1105 à 1134, tué à la bataille de Fraga, en Espagne, le 17 juillet 1134, a été le principal allié en Occitanie de son demi-frère, Raimond-Bérenger III, comte de Barcelone, au cours des guerres menées par ce dernier contre le comte de Toulouse, Alphonse Jourdain et les Trencavel.

## Résumé biographique
Aymeri est l’aîné des quatre fils nés du vicomte Aymeri Ier de Narbonne et de Mahaut, fille de Robert Guiscard et veuve de Raimond-Bérenger II de Barcelone. Il succède à son père après la mort de celui-ci en Terre sainte, en 1104-1105.
Entre avril 1111 et juin 1112, son demi-frère, le comte de Barcelone Raimond-Bérenger III, lui inféode le Fenouillèdes et le Peyrepertusès en échange de son appui militaire dans la guerre que le comte mène alors contre Bernard Aton IV.
C'est aussi probablement en raison de l'aide que le vicomte fourni à son frère dans la guerre que celui-ci mène contre le comte Alphonse Jourdain de Toulouse pour le contrôle de la Provence que Raimond Bérenger inféode à Aymeri Beaucaire et la terre d'Argence. Selon les termes du traité de paix négocié entre les comtes de Barcelone et de Toulouse pour le partage de la Provence, traité signé le 16 septembre 1125 et auquel souscrit le vicomte de Narbonne à titre de témoin, Raimond Bérenger cède à Alphonse Beaucaire et la terre d'Argence. Le vicomte Aymeri tiendra ces possessions en fief du comte de Toulouse, et Bernard d'Anduze les tiendra en fief du vicomte.
En 1114, Aymeri participe à l'expédition menée par le comte de Barcelone et la république de Pise contre les îles Baléares, alors aux mains des musulmans. Le Liber maiolichinus (en) rapporte la participation à cette expédition (en) des plus grands seigneurs occitans : Guilhem V de Montpellier et Aymeri II de Narbonne, avec 20 navires chacun, Raymond des Baux, avec sept navires.
Aimeri II est tué le 17 juillet 1134 lors de la bataille de Fraga en combattant les Almoravides aux côtés d'Alphonse le Batailleur, roi d'Aragon.
Il est inhumé dans l'abbaye de Lagrasse, dont son frère Bérenger était alors abbé.
Ermengarde, l'aînée de ses filles, lui succède.

## Mariages et enfants

### Ermengarde de Servian et sa descendance
La première épouse du vicomte, Ermengarde, est attestée à ses côtés pour la première fois dans une charte du 26 mai 1114 et disparaît des documents après le 15 mars 1126,. L’apparition d’une nouvelle femme aux côtés d’Aymeri en 1130 pouvait laisser supposer aux historiens la mort d’Ermengarde entre ces deux dates. La médiéviste Jacqueline Caille a cependant signalé en 2005 la découverte du résumé d’un acte daté de 1152, par lequel « Ermengarde de Servian, du conseil d’Ermengarde, vicomtesse de Narbonne, sa fille, et de R. Étienne de Servian, son neveu, donne l’étang de Colobricis » au prieuré de Cassan. Caille en conclut que la première épouse d’Aymeri n’est pas morte entre 1126 et 1130, mais a plutôt été répudiée. La famille de Servian, à laquelle appartient cette Ermengarde, s’affirme à partir de la fin du XIe siècle comme l’une des plus puissantes de la noblesse biterroise, immédiatement après les vicomtes de Béziers (la famille Trencavel) et les seigneurs de Montpellier. La vicomtesse pourrait être la sœur d'Étienne de Servian, connu de 1103 à 1112, et la tante de Raymond Étienne de Servian (le neveu cité dans l'acte de 1152), attesté de 1127 à 1158,. Sa répudiation pourrait peut-être s'expliquer, selon J. Caille, par le retour en grâce des seigneurs de Servian auprès des vicomtes Trencavel, avec qui Aymeri II a eu de nombreux différends.
Ermengarde de Servian est la mère des trois premiers enfants connus du vicomte de Narbonne, deux fils et une fille. Les deux fils, attestés dans diverses chartes du vivant de son époux, sont morts avant ce dernier : l’aîné, portant le prénom dynastique d’Aymeri comme son père et son grand-père, apparaît dans trois documents entre 1126 et 1132; un acte de juin 1131 par lequel le vicomte s’engage avec « ses fils » prouve qu’ils étaient par ailleurs au moins deux à cette date. Sa fille, prénommée Ermengarde comme sa mère, est, selon une chronique juive écrite vers 1160-1161, la « troisième enfant » du vicomte et lui succède à sa mort en 1134.

### Ermessinde et sa fille
La seconde femme d’Aymeri II, Ermessinde, épousée après la répudiation d’Ermengarde de Servian, paraît dans un seul acte du 19 janvier 1130. Sa famille est inconnue, mais son prénom a conduit les historiens à supposer qu'elle était la mère de la deuxième fille du vicomte, également baptisée Ermessinde,.
Cette seconde fille, Ermessinde de Narbonne, morte en janvier 1177, est mariée vers 1152-1153 à un grand noble castillan, le comte Manrique de Lara († 1164), seigneur de Molina et membre de l'une des plus puissantes familles du royaume de Castille. Parmi ses nombreux enfants, Aymeri († 1177) et Pedro Manrique de Lara († 1202) sont tour à tour désignés comme héritiers de leur tante la vicomtesse Ermengarde de Narbonne (demi-sœur aînée d’Ermessinde), dépourvue de descendance. Pedro devient vicomte de Narbonne en 1192, fondant la seconde branche des vicomtes de Narbonne qui s'éteindra au XVe siècle avec Guillaume II.

## Premiers contacts de Narbonne avec les troubadours
C'est au temps d'Aymeri II que Narbonne est associée pour la première fois avec la lyrique des troubadours, association qui semble remonter aux premiers temps du mouvement, puisqu'elle est l’une des seules cours explicitement mentionnées, avec Poitiers et Ventadour, dans les vers de Guillaume IX d'Aquitaine (1086-1127), le premier troubadour dont les chansons ont été conservées,. La première des deux tornadas (envoi) de la chanson du prince-troubadour Pus vezem de novelh florir est adressée à Narbonne et demande de confirmer la bonne qualité de la chanson. Pour le romaniste Walter Meliga, cet envoi « fait entrevoir l'existence d'un milieu de passionnés de poésie à Narbonne » dès cette époque.
|  | |  | |  | |
|  | Guillaume de Poitiers Pus vezem de novelh florir vers 37-46 |  | Traduction de Alfred Jeanroy |  | Traduction de Alexander Kiriyatskiy |
|  | Del vers vos dic que mais ne vau Qui be l'enten, e n'a plus lau: Que-ls motz son faitz tug per egau Comunalmens, E-l sonetz, ieu meteus m'en lau, Bos e valens. A Narbona, mas ieu no-i vau, Sia-l prezens Mos vers, e vueill que d'aquest lau Sia guirens. |  | Je vous dis, au sujet de ce « vers », que celui-là en vaut davantage et mérite plus de louanges qui le comprend et en jouit le mieux ; car tous les couplets sont exactement réglés sur la même mesure, et la mélodie, j'ai le droit de m'en vanter, en est bonne et belle. Que ce « vers » aille à Narbonne, puisque je n'y vais pas ; qu'il lui soit présenté, et je veux que de cet éloge il me soit garant. |  | Le vers vous chante, celui en vaut Entend la mélodie des mots, Que les plaisirs, couplets égaux, Fassent la mesure L'éloge vante et fait les sons beaux Des chanteurs sûrs. Qu'à Narbonne, je n'y vais pas, Soit désiré Mon vers, que mon éloge là-bas Me soit gardé. |

Cet intérêt de Narbonne pour la poésie des troubadours connaîtra par la suite son apogée sous le règne de la fille du vicomte, Ermengarde.